# Благородный орден Белого оленя Святого Губерта
Благородный орден Белого оленя Святого Губерта (нем. Sehr edler Orden vom Weißem Hirschen Sancti Huberti) — прусский орден для поощрения традиционных методов охоты и воскрешения старых охотничьих традиций.

## История
3 ноября 1859 года принц Фридрих Карл Николас Прусский учредил Благородный орден Белого оленя Св. Губерта. Этот орден был, наряду с Княжеским орденом Дома Гогенцоллернов, династической наградой, не исходившей от персоны монарха. Этот орден вручался избранным членам прусской королевской фамилии вплоть до кончины Фридриха в 1885 году.

### Почетный придворный охотничий знак
3 ноября 1909 году императором Вильгельмом II, в ознаменование 50-летия охотничьего ордена прусского королевского дома, был учреждён почётный придворный охотничий знак. Императорский почетный охотничий знак был выполнен в форме овального дубового венка, перевязанного по обеим сторона лентами. В центре расположена увенчанная короной голова оленя анфас, между рогами которого находится крест. В нижней части венка на широкой ленте расположено число «50». Знак наложен на овал из светло- и темно-зелёной эмали, которая просматривается в центральной части между головой оленя и венком. На аверсе припаяна вертикальная булавка с ловящим крюком. Знак носился на левом нагрудном кармане официальной униформы Императорского охотничьего общества.
Были изготовлены 26 знаков трёх классов:
- знак 1-го класса (золотой) изготавливался из серебра с золочением венка, причем голова оленя и ленты по обеим сторонам венка оставались серебряными — 2 шт.[1];
- знак 2-го класса (серебряный) из черненного серебра, голова оленя и ленты – серебряные — 9 шт.;
- знак 3-го класса (бронзовый) – полностью из бронзы — 17.

Вручение Императорских почётных охотничьих знаков состоялось один раз во время торжественного празднования 50-летия со дня учреждения Благородного ордена Белого оленя Святого Губерта.

## Описание
Единственный прусский орден, девиз которого «Vive le Roy et ses chasseurs» помещён на ленте.